# Guillaume Warmuz
Guillaume Warmuz (ur. 22 maja 1970 w Saint-Vallier) – francuski piłkarz polskiego pochodzenia, występujący na pozycji bramkarza.
Swoją karierę rozpoczął w Olympique Marsylii. W swoim pierwszym sezonie w OM nie rozegrał jednak ani jednego spotkania. Później przeniósł się do CS Louhans-Cuiseaux, gdzie z miejsca stał się pierwszym bramkarzem. Swoimi występami zwrócił na siebie uwagę RC Lens, z którym kontrakt podpisał w 1992 i w ciągu 11 lat swego pobytu na stadionie Stade Félix-Bollaert rozegrał 351 spotkań.
Warmuz opuścił Lens w grudniu 2002 na zasadzie wolnego transferu, zaś miesiąc później podpisał krótkoterminowy kontrakt z Arsenalem. Przegrywał jednak rywalizację z Davidem Seamanem i Ramim Shaabanem przez co nie rozegrał ani jednego spotkania w pierwszym zespole. W czerwcu 2003 trafił do Borussii Dortmund, gdzie miał zapełnić lukę, która powstała po Jensie Lehmannie, który odszedł do Arsenalu. W Dortmundzie o miejsce w składzie walczył z młodym Romanem Weidenfellerem.
Jego ostatnim klubem było od sezonu 2005/06 AS Monaco. Po tym jak w sezonie 2006/07 nie rozegrał ani jednego ligowego meczu, Warmuz 27 maja 2007 na swojej stronie internetowej ogłosił zakończenie kariery.

## Kariera
| Sezon         | Klub                | Kraj    | Mistrzostwa   | Mistrzostwa | Mistrzostwa | Europejskie puchary | Europejskie puchary | Europejskie puchary | Reprezentacja Francji | Reprezentacja Francji | Reprezentacja Francji |
| Sezon         | Klub                | Kraj    | Liga          | Mecze       | Gole        | Rozgrywki           | Mecze               | Gole                |                       |                       |                       |
| ------------- | ------------------- | ------- | ------------- | ----------- | ----------- | ------------------- | ------------------- | ------------------- | --------------------- | --------------------- | --------------------- |
| Sezon         | Klub                | Kraj    | Liga          | Mecze       | Gole        | Rozgrywki           | Mecze               | Gole                | Mecze                 | Gole                  |                       |
| 1989 – 1990   | Olympique Marsylia  | Francja | Ligue 1       | 0           | 0           | -                   | -                   | -                   | -                     | -                     |                       |
| 1990 – 1991   | CS Louhans-Cuiseaux | Francja | Ligue 2       | 34          | 0           | -                   | -                   | -                   | -                     | -                     |                       |
| 1991 – 1992   | CS Louhans-Cuiseaux | Francja | Ligue 2       | 34          | 0           | -                   | -                   | -                   | -                     | -                     |                       |
| 1992 – 1993   | RC Lens             | Francja | Ligue 1       | 38          | 0           | -                   | -                   | -                   | -                     | -                     |                       |
| 1993 – 1994   | RC Lens             | Francja | Ligue 1       | 38          | 0           | -                   | -                   | -                   | -                     | -                     |                       |
| 1994 – 1995   | RC Lens             | Francja | Ligue 1       | 38          | 0           | -                   | -                   | -                   | -                     | -                     |                       |
| 1995 – 1996   | RC Lens             | Francja | Ligue 1       | 36          | 0           | PU                  | 6                   | 0                   | -                     | -                     |                       |
| 1996 – 1997   | RC Lens             | Francja | Ligue 1       | 17          | 0           | -                   | -                   | -                   | -                     | -                     |                       |
| 1997 – 1998   | RC Lens             | Francja | Ligue 1       | 34          | 0           | -                   | -                   | -                   | -                     | -                     |                       |
| 1998 – 1999   | RC Lens             | Francja | Ligue 1       | 34          | 0           | LM                  | 6                   | 0                   | -                     | -                     |                       |
| 1999 – 2000   | RC Lens             | Francja | Ligue 1       | 32          | 0           | PU                  | 12                  | 0                   | -                     | -                     |                       |
| 2000 – 2001   | RC Lens             | Francja | Ligue 1       | 34          | 0           | -                   | -                   | -                   | -                     | -                     |                       |
| 2001 – 2002   | RC Lens             | Francja | Ligue 1       | 34          | 0           | -                   | -                   | -                   | -                     | -                     |                       |
| grudzień 2002 | RC Lens             | Francja | Ligue 1       | 16          | 0           | LM+PU               | 6+1                 | 0                   | -                     | -                     |                       |
| 2003          | Arsenal F.C.        | Anglia  | Premiership   | 0           | 0           | LM                  | 0                   | 0                   | -                     | -                     |                       |
| 2003 – 2004   | Borussia Dortmund   | Niemcy  | 1. Bundesliga | 17          | 0           | -                   | -                   | -                   | -                     | -                     |                       |
| 2004 – 2005   | Borussia Dortmund   | Niemcy  | 1. Bundesliga | 8           | 0           | -                   | -                   | -                   | -                     | -                     |                       |
| 2005 – 2006   | AS Monaco           | Francja | Ligue 1       | 23          | 0           | LM+PU               | 1+7                 | 0                   | -                     | -                     |                       |
| 2006 – 2007   | AS Monaco           | Francja | Ligue 1       | 0           | 0           | -                   | -                   | -                   | -                     | -                     |                       |